# 이치노세 지사토
이치노세 지사토(일본어: 市瀬 千里, 1999년 6월 7일~)는 일본의 여자 축구 선수이다.

## 구단 경력
그녀는 2017년 WE리그의 제프 유나이티드 지바에 입단했다. 2023년까지 67경기에 출전하여, 3득점을 넣었다. 2023년 산프레체 히로시마 레지나로 이적했다. 2023-24년과 2024-25년 2번의 WE리그컵 우승을 차지했다.

## 국가대표팀 경력
그녀는 2025년 EAFF E-1 풋볼 챔피언십에 참가할 일본 국가대표팀에 발탁되었으며, 7월 9일 중화 타이베이와의 경기에서 데뷔했다.